# Miró (general)
Miró (en llatí Myron, en grec antic Μύρων fou un dels generals de Mitridates VI Eupator enviat per aquest, juntament amb el general Menèmac al front d'un poderós exèrcit amb infanteria i cavalleria, contra els romans, en el curs de la campanya contra Luci Licini Lucul·le. Els dos generals pòntics juntament amb el seu exèrcit, van ser derrotats totalment pel romà, segons explica Plutarc.